# I mille volti del terrore
I mille volti del terrore (The Year's Best Horror Stories. Serie VI) è un'antologia di racconti horror di vari autori curata da Gerald W. Page.

## Titoli
I mille volti del terrore, di Gianni Pilo e Sebastiano Fusco
Introduzione, di Gerald W. Page
- In fondo al giardino (At the Bottom of the Garden, 1976), di David C. Compton
- Urlando per uscire (Screaming to Get Out, 1977), di Janet Fox
- Kane il Maledetto (Undertow, 1978), di Karl Edward Wagner
- Io sento il buio (I Can Hear the Dark, 1978), di Dennis Etchison
- La custode (Ever the Faith Endures, 1978), di Manly Wade Wellman
- I Signori dei Cavalli (The Horse Lords, 1977), di Lisa Tuttle
- Bianco inverno (Winter White, 1978), di Tanith Lee
- Una ragnatela di vene pulsanti (A Cobweb of Pulsing Veins, 1977), di William Scott Home
- Il colmo della fortuna (Best of Luck, 1978), di David Drake
- I Figli del Grano (Children of the Corn, 1977), di Stephen King
- Se arriva Damon (If Damon Comes, 1978), di Charles L. Grant
- L'adescamento (Drawing in, 1978), di Ramsey Campbell
- Ricordo di un amore (Within the Fall of Tyre, 1978), di Michael Bishop
- La lunga, lunga strada (There's a Long, Long Train a Winding, 1977), di Russell Kirk

## Edizioni
- a cura di Gerald W. Page, I mille volti del terrore, traduzione di Gianni Pilo, collana Economici, Newton Compton, 2002,  p. 244, ISBN 88-8289-726-5.